# هشام بن عبد الرحمن الداخل
أبو الوليد هشام بن عبد الرحمن الداخل الأموي (139 هـ-180 هـ) ثاني أمراء الدولة الأموية في الأندلس، والمعروف بلقب هشام الرضا.

## تاريخه

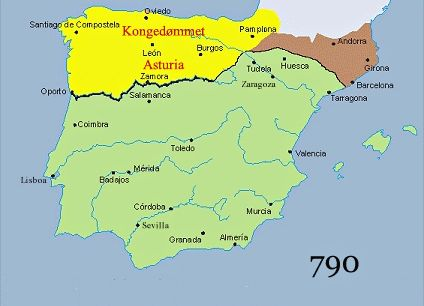
مملكة أستورياس 790

ولد هشام الرضا في قرطبة في 4 شوال 139 هـ، وهو ابن عبد الرحمن الداخل مؤسس الدولة الأموية في الأندلس، من جاريته حلل. ولاّه أبوه ولاية ماردة، ثم عهد إليه بالولاية رغم أن أخاه سليمان كان أسن منه. وقبل وفاة والده، أوصى عبد الرحمن الداخل ولده عبد الله بأخذ البيعة لهشام الذي كان في ولايته في ماردة.
وفي 24 ربيع الآخر 172 هـ توفي الداخل، فأخذ البلنسي البيعة لهشام الذي دخل قرطبة في أول جمادى الأول 172 هـ. لم يرض أخاه الأكبر سليمان بولايته، فدعا لنفسه في طليطلة التي كان والده قد ولاه عليها، ثم سرعان ما لحق أخاه عبد الله البلنسي بأخيهما سليمان في طليطلة. فبعث هشام بجيش إلى طليطلة لإخماد ثورتيهما، وهزمهما ففر سليمان إلى كورة تدمير، وآثر البلنسي العودة إلى قرطبة وطلب العفو من هشام فعفا عنه. ثم بعث هشام بجيش بقيادة ولده معاوية، لمطاردة أخيه سليمان، فاضطر سليمان لطلب العفو والأمان، فأجابه هشام إلى ذلك على أن يعبر ببنيه إلى المغرب، ثم لحق به البلنسي لينتهي بذلك تمرد أخويه عام 174 هـ.
وفي عام 175 هـ، ثار سعيد بن الحسين الأنصاري في طرطوشة، ومطروح بن سليمان الأعرابي في برشلونة، فأخضعهما هشام بجيشين سحقا تمردهما. وفي عام 176 هـ، بعد تحرش الجليقيين وحلفاؤهم البشكنس بالحدود الشمالية للإمارة، أرسل هشام جيشًا قوامه 40 ألف مقاتل بقيادة عبيد الله بن عثمان لغزو ألبة والقلاع، فاجتاح جليقية وهزم جيشًا من الجليقيين والبشكنس بقيادة برمودو الأول ملك أستورياس. ثم أتبعه بجيش آخر قيادة يوسف بن بخت في نفس العام هزم جيش برمودو في معركة نهر بوربيا. كما أرسل هشام جيشًا بقيادة عبد الملك بن عبد الواحد بن مغيث عام 176 هـ لغزو الفرنجة، فعبر جبال البرانس واجتاح سبتمانيا، وعاد محملاً بالغنائم.
وفي عام 178 هـ، ثار عليه البربر في رندة، فأرسل إليهم جيشًا أخمد ثورتهم. وفي عام 179 هـ، أرسل هشام آخر غزواته حيث بعث بجيش جديد بقيادة عبد الكريم بن عبد الواحد بن مغيث إلى جليقية وأشتورقة هزم جيشًا بقيادة ألفونسو الثاني ملك أستورياس في لاس بابياس  وعاد بالغنائم. وفي 3 صفر 180 هـ، توفي هشام بن عبد الرحمن الداخل، ودفن في قصر قرطبة، بعد أن صلى عليه ابنه الحكم.

## صفته وشخصيته
وصفه ابن عذاري بأنه كان «أبيض مشربًا بحمرة، في عينيه حول» وقال عنه صاحب كتاب أخبار مجموعة في فتح الأندلس: «كان خيرًا فاضلاً جوادًا كريمًا، حسن السيرة ... وكان ينفق الأموال الطائلة في افتداء أسرى المسلمين، حتى لم يبق في عهده منهم في قبضة العدو أحد، وإن مات أحد جنوده في القتال، ألحق أولاده بديوان الأرزاق». وقد بلغت سيرته مالك بن أنس، فقال: «وددت أن الله زيّن موسمنا به». وكان نقش خاتمه «بالله يثق عبده هشام وبه يعتصم»
كان هشام يطوف شوارع قرطبة مختلطًا بالرعية يسمع المظالم بنفسه، ويعود المرضى، ويشهد الجنائز. وكان يلقي بصرر المال في الليالي المظلمة والممطرة لمن يحضر الصلاة في المساجد، يريد بذلك تعمير المساجد بالمصلين. كما كان يرسل رجاله إلى الولايات ليسأل الناس عن حال ولاته، ومن بلغه إسائته للرعية، عزله.

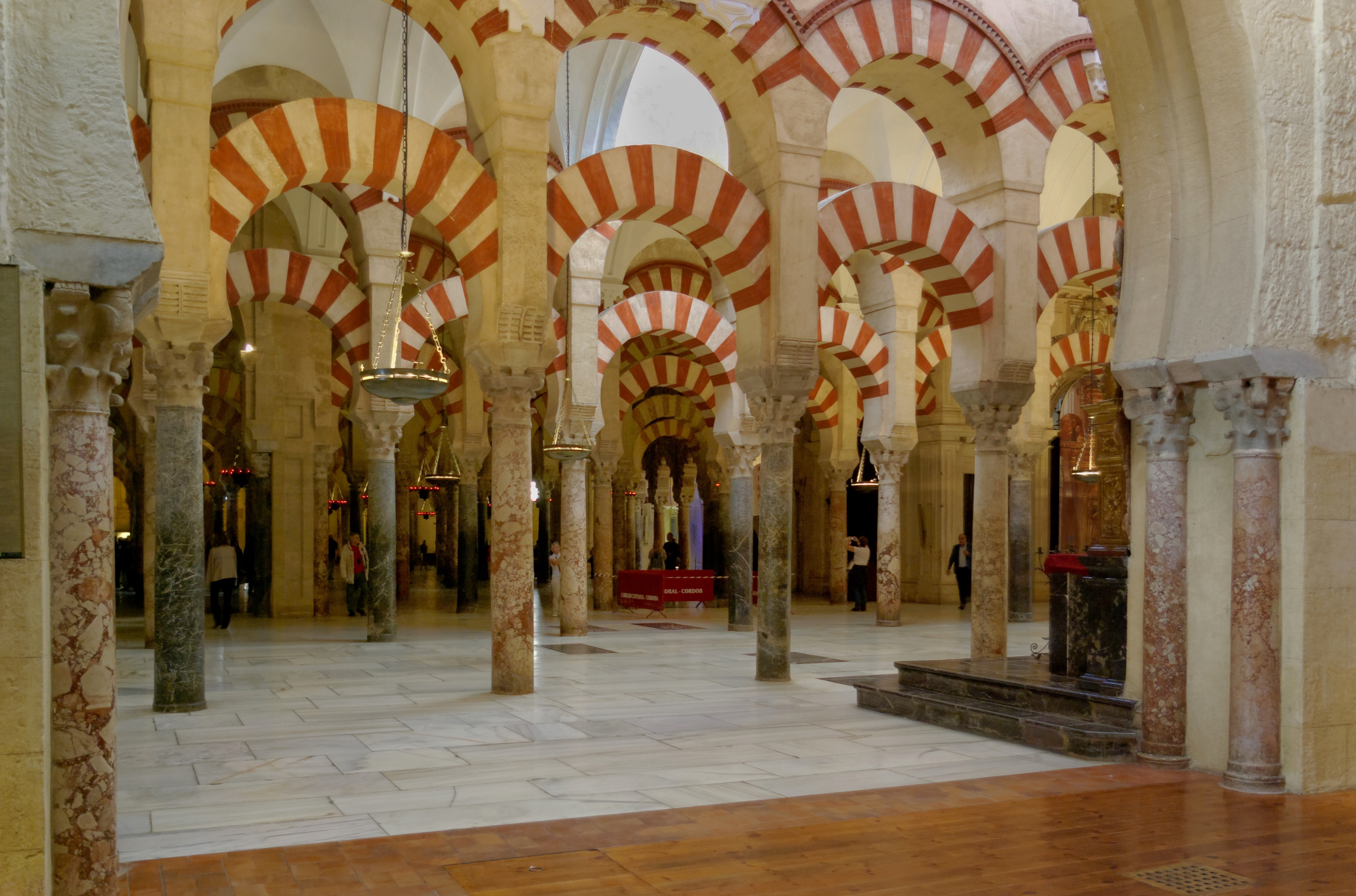
جامع قرطبة أسسه عبد الرحمن الداخل عام 170 هـ، وأتم هشام بن عبد الرحمن بنائه.

ورغم رفقه وتواضعه، كان حازمًا صارمًا لم يتردد في حبس ابنه الأكبر عبد الملك، عندما ثبُت له ائتماره به، وظل عبد الملك في محبسه إلى أن مات في سجنه في زمن أخيه الحكم. وقد أنجب هشام من الولد ستة أولاد منهم عبد الملك والحكم والوليد ومعاوية، وخمس بنات.

## أعماله
أكمل هشام بناء جامع قرطبة الذي أسسه أبوه، كما اهتم بعمران قرطبة، وأصلح قنطرتها التي أصابها العطب من جراء سيل شديد، وأشرف على إصلاحها بنفسه. كما أمر هشام بتدريس اللغة العربية في معاهد المسيحيين واليهود، فكان لذلك دوره في التمازج بين أصحاب الديانات المختلفة في الأندلس. وفي عهده، ذاع مذهب مالك في الأندلس، بعد أن عاد به زياد بن عبد الرحمن اللخمي وعيسى بن دينار وسعيد بن أبي هند ويحيى بن يحيى الليثي من المدينة المنورة بهذا المذهب وبكتابه الموطأ، فانتشرت المالكية في الأندلس بعد أن كان المذهب السائد فيها مذهب عبد الرحمن بن عمرو الأوزاعي.